# Длужевская, Малгожата
Малгожата Длужевская (пол. Małgorzata Dłużewska; род. 11 марта 1951, Короново, Куявско-Поморское воеводство), в замужестве Величко (пол. Wieliczko) — польская гребчиха, выступавшая за сборную Польши по академической гребле в конце 1970-х — начале 1980-х годов. Серебряная призёрка летних Олимпийских игр в Москве, обладательница серебряной и бронзовой медалей чемпионатов мира, победительница и призёрка многих регат национального значения. 

## Биография
Малгожата Длужевская родилась 1 августа 1958 года в городе Короново, Польша. Занималась академической греблей в Гданьске в местном спортивном клубе «Гедания».
Первого серьёзного успеха на взрослом международном уровне добилась в сезоне 1979 года, когда вошла в основной состав польской национальной сборной и побывала на чемпионате мира в Бледе, откуда привезла награду бронзового достоинства, выигранную в зачёте распашных безрульных двоек — в финале её обошли только экипажи из Восточной Германии и Румынии.
Благодаря череде удачных выступлений удостоилась права защищать честь страны на летних Олимпийских играх 1980 года в Москве — вместе с напарницей Чеславой Костяньской в решающем заезде женских безрульных двоек пришла к финишу второй позади восточногерманской команды Уте Штайндорф и Корнелии Клир — тем самым завоевала серебряную олимпийскую медаль.
После московской Олимпиады Длужевская ещё в течение некоторого времени оставалась в составе гребной команды Польши и продолжала принимать участие в крупнейших международных регатах. Так, в 1981 году она выступила на мировом первенстве в Мюнхене, где финишировала в безрульных двойках пятой.
В 1982 году на чемпионате мира в Люцерне стала серебряной призёркой в программе безрульных двоек, уступив в финале экипажу из ГДР.
Её дочь Марта Величко тоже добилась больших успехов в академической гребле, чемпионка мира 2018 года в парных четвёрках.